# Lukáš Ambros
Lukáš Ambros, né le 5 juin 2004 à Dolní Němčí en Tchéquie, est un footballeur tchèque qui évolue au poste de milieu offensif au Górnik Zabrze.

## Biographie

### En club
Né à Dolní Němčí en Tchéquie, Lukáš Ambros commence le football avec le club local du FK Dolní Němčí avant d'être formé par le 1. FC Slovácko et le SK Slavia Prague. En 2020 il rejoint l'Allemagne afin de poursuivre sa formation avec le VfL Wolfsburg.
Alors qu'il s'impose avec l'équipe des moins de 19 ans de Wolfsburg, en étant notamment capitaine de l'équipe, il est convoqué pour la première fois avec le groupe professionnel début octobre 2022 par l'entraîneur Niko Kovač pour un match face au FC Augsbourg. Sa présence est notamment due à l'absence sur forfait de Bartol Franjić mais le jeune tchèque n'entre pas en jeu. Il fait sa première apparition en professionnel avec Wolfsburg, le 18 février 2023 contre le RB Leipzig, lors d'une rencontre de Bundesliga. Il entre en jeu à la place de Felix Nmecha mais son équipe est battue par trois buts à zéro. Cette apparition, à 18 ans, 8 mois et 13 jours fait de lui le plus jeune joueur tchèque à faire ses débuts en première division allemande,.
Le 29 juin 2024, Lukáš Ambros rejoint la Pologne pour rejoindre le Górnik Zabrze. Il signe un contrat de trois ans, soit jusqu'en juin 2027.

### En sélection
Lukáš Ambros représente la Tchéquie en sélection, commençant avec les moins de 15 ans. Il joue au total trois matchs avec cette sélection en 2019.
De 2022 à 2023 il joue avec les moins de 19 ans, faisant dix apparitions et marquant deux buts. Il officie également comme capitaine à six reprises avec cette sélection.
Le 7 septembre 2023, Lukáš Ambros joue son premier match avec l'équipe de Tchéquie espoirs en étant titularisé lors d'un match amical contre la Slovaquie. Son équipe l'emporte par deux buts à zéro ce jour-là.